# Kalisz (gromada)
Kalisz – dawna gromada, czyli najmniejsza jednostka podziału terytorialnego Polskiej Rzeczypospolitej Ludowej w latach 1954–1972.
Gromady, z gromadzkimi radami narodowymi (GRN) jako organami władzy najniższego stopnia na wsi, funkcjonowały od reformy reorganizującej administrację wiejską przeprowadzonej jesienią 1954 do momentu ich zniesienia z dniem 1 stycznia 1973, tym samym wypierając organizację gminną w latach 1954–1972.
Gromadę Kalisz z siedzibą GRN w Kaliszu utworzono – jako jedną z 8759 gromad na obszarze Polski – w powiecie kościerskim w woj. gdańskim na mocy uchwały nr 18/III/54 WRN w Gdańsku z dnia 5 października 1954. W skład jednostki wszedł obszar dotychczasowej gromady Kalisz, ponadto miejscowości Parowa i Dąbrówka z dotychczasowej gromady Piechowice oraz miejscowość Turzonka z dotychczasowej gromady Trzebuń, ze zniesionej gminy Dziemiany, a także obszary dotychczasowych gromad Płocice i Szklana Huta (bez osady Płociczno) ze zniesionej gminy Lipusz – w tymże powiecie. Dla gromady ustalono 10 członków gromadzkiej rady narodowej.
1 stycznia 1958 gromadę zniesiono, a jej obszar włączono do gromad: Loryniec (miejscowości Schodno i Belfort), Lipusz (miejscowości Szklana Huta, Płocice, Trawice, Krosewo, Wyrówno, Szwedzki Ostrów i Kula) i Dziemiany (miejscowości Turzonka, Nowe Słone, Stare Słone, Parowa, Leżuchowo, Kalisz, Dąbrówka i Słupinko) w tymże powiecie.